# Rip Her to Shreds
Rip Her to Shreds è un singolo del gruppo new wave statunitense Blondie, pubblicato nel 1977 ed estratto dall'album Blondie.
La canzone è stata scritta da Deborah Harry e Chris Stein.

## Tracce singolo
1. Rip Her to Shreds – 3:22
2. In the Flesh – 2:33
3. X Offender – 3:14